# Aleksandr Igorevich Grischuk
Aleksandr Igorrevich Grischuk (tiếng Nga: Александр Игоревич Грищук) (sinh ngày 31 tháng 10 năm 1983) là một đại kiện tướng cờ vua người Nga. Trong bảng xếp hạng hiện tại của FIDE, anh xếp thứ ba của Nga . Thứ hạng cao nhất anh từng đạt được là hạng 6 thế giới (tháng 7 năm 2003).

## Thành tích

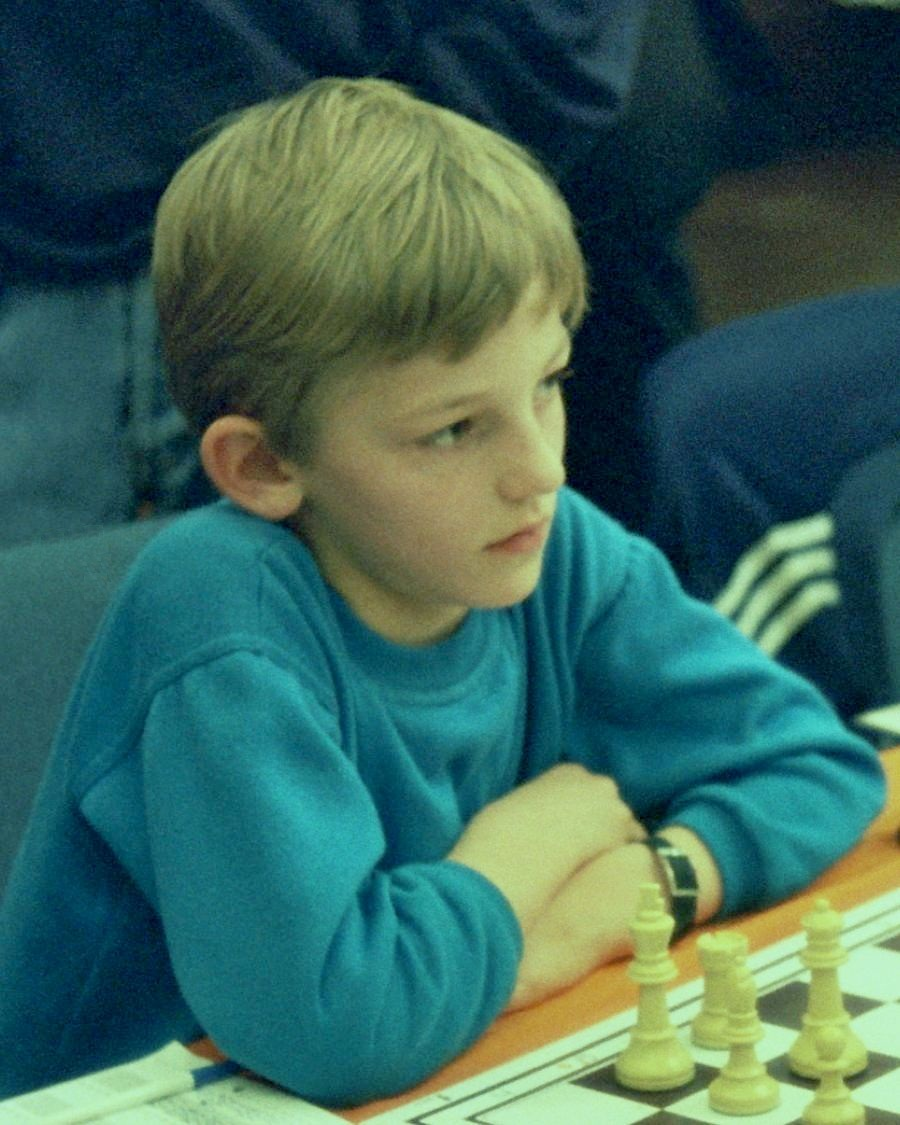
Alexander Grischuk năm 1992 tại Duisburg, hạng nhì lứa tuổi dưới 10 tại Giải vô địch cờ vua trẻ thế giới

Tại Giải vô địch cờ vua thế giới FIDE 2000, khi mới 17 tuổi anh đã lọt vào đến bán kết (thua Alexei Shirov 1,5–2,5).
Tại Giải vô địch cờ vua thế giới FIDE 2004 anh vào đến tứ kết, thua Rustam Kasimdzhanov 1–3 ở tứ kết (Kasimdzhanov sau đó là nhà vô địch).
Với thành tích lọt vào top 10 của Cúp cờ vua thế giới 2005, Grischuk được tham dự giải đấu tuyển ứng cử viên cho Giải vô địch cờ vua thế giới FIDE 2007 diễn ra vào tháng 5 và 6 năm 2007. Anh lần lượt thắng Vladimir Malakhov (+2–0=3) và Sergei Rublevsky (hoà +1–1=4, thắng cờ nhanh +2–0=1) để giành quyền là một trong 8 kì thủ tham dự giải vô địch thế giới. Tuy nhiên ở giải đấu này anh thi đấu không thành công khi chỉ được 5,5 điểm / 14 trận, xếp cuối cùng.
Năm 2009 là một năm thành công với Grischuk. Tại giải cờ vua Linares 2009 thuộc nhóm 21, anh được 8 điểm / 14 ván (+3–1=10), đồng điểm với Vassily Ivanchuk nhưng giành chức vô địch do có nhiều ván thắng hơn . Cuối năm 2009 (tháng 12), Grischuk vô địch cờ vua Nga sau khi bất bại trong giải với kết quả 6,5 điểm / 9 ván (+4=5), vượt qua các đấu thủ mạnh khác như Svidler, Jakovenko.... Anh cũng đạt được mức điểm Elo cao nhất vào tháng 4.
Năm 2010 Grischuk tiếp tục được mời tham gia giải Linares. Kết thúc giải anh xếp thứ nhì (6 điểm / 10 ván, +3–1=6), kém nhà vô địch Topalov nửa điểm .
Grischuk về hạng ba tại Grand Prix cờ vua 2008-2010, trở thành dự bị số một cho vòng đấu tuyển chọn ứng cử viên cho trận tranh ngôi vô địch thế giới 2012. Sau khi Magnus Carlsen bỏ cuộc khỏi vòng đấu này, Grischuk là người thay thế.
Không chỉ là một kì thủ hàng đầu ở nội dung cờ truyền thống, Grischuk còn là một trong những kì thủ cờ chớp xuất sắc nhất thế giới, từng giữ kỉ lục về hệ số điểm đạt được trên Internet Chess Club. Năm 2006 anh giành ngôi vô địch cờ chớp thế giới ở Rishon Lezion, Israel với 10,5 điểm sau 15 ván đấu, thắng 10 ván.

## Gia đình
Vợ Grischuk cũng là một kì thủ: đại kiện tướng cờ vua nữ người Ukraina Natalia Zhukova.

## Ván đấu nổi tiếng
|   | a | b | c | d | e | f | g | h |   |
| 8 | d8 black rook · e8 black king · f8 black bishop · a7 black pawn · b7 black pawn · f7 black rook · h7 black pawn · e6 white rook · h6 black pawn · b5 black queen · d5 black pawn · h5 white queen · d4 white pawn · a2 white pawn · b2 white pawn · f2 white pawn · g2 white pawn · h2 white pawn · a1 white rook · g1 white king | d8 black rook · e8 black king · f8 black bishop · a7 black pawn · b7 black pawn · f7 black rook · h7 black pawn · e6 white rook · h6 black pawn · b5 black queen · d5 black pawn · h5 white queen · d4 white pawn · a2 white pawn · b2 white pawn · f2 white pawn · g2 white pawn · h2 white pawn · a1 white rook · g1 white king | d8 black rook · e8 black king · f8 black bishop · a7 black pawn · b7 black pawn · f7 black rook · h7 black pawn · e6 white rook · h6 black pawn · b5 black queen · d5 black pawn · h5 white queen · d4 white pawn · a2 white pawn · b2 white pawn · f2 white pawn · g2 white pawn · h2 white pawn · a1 white rook · g1 white king | d8 black rook · e8 black king · f8 black bishop · a7 black pawn · b7 black pawn · f7 black rook · h7 black pawn · e6 white rook · h6 black pawn · b5 black queen · d5 black pawn · h5 white queen · d4 white pawn · a2 white pawn · b2 white pawn · f2 white pawn · g2 white pawn · h2 white pawn · a1 white rook · g1 white king | d8 black rook · e8 black king · f8 black bishop · a7 black pawn · b7 black pawn · f7 black rook · h7 black pawn · e6 white rook · h6 black pawn · b5 black queen · d5 black pawn · h5 white queen · d4 white pawn · a2 white pawn · b2 white pawn · f2 white pawn · g2 white pawn · h2 white pawn · a1 white rook · g1 white king | d8 black rook · e8 black king · f8 black bishop · a7 black pawn · b7 black pawn · f7 black rook · h7 black pawn · e6 white rook · h6 black pawn · b5 black queen · d5 black pawn · h5 white queen · d4 white pawn · a2 white pawn · b2 white pawn · f2 white pawn · g2 white pawn · h2 white pawn · a1 white rook · g1 white king | d8 black rook · e8 black king · f8 black bishop · a7 black pawn · b7 black pawn · f7 black rook · h7 black pawn · e6 white rook · h6 black pawn · b5 black queen · d5 black pawn · h5 white queen · d4 white pawn · a2 white pawn · b2 white pawn · f2 white pawn · g2 white pawn · h2 white pawn · a1 white rook · g1 white king | d8 black rook · e8 black king · f8 black bishop · a7 black pawn · b7 black pawn · f7 black rook · h7 black pawn · e6 white rook · h6 black pawn · b5 black queen · d5 black pawn · h5 white queen · d4 white pawn · a2 white pawn · b2 white pawn · f2 white pawn · g2 white pawn · h2 white pawn · a1 white rook · g1 white king | 8 |
| 7 | d8 black rook · e8 black king · f8 black bishop · a7 black pawn · b7 black pawn · f7 black rook · h7 black pawn · e6 white rook · h6 black pawn · b5 black queen · d5 black pawn · h5 white queen · d4 white pawn · a2 white pawn · b2 white pawn · f2 white pawn · g2 white pawn · h2 white pawn · a1 white rook · g1 white king | d8 black rook · e8 black king · f8 black bishop · a7 black pawn · b7 black pawn · f7 black rook · h7 black pawn · e6 white rook · h6 black pawn · b5 black queen · d5 black pawn · h5 white queen · d4 white pawn · a2 white pawn · b2 white pawn · f2 white pawn · g2 white pawn · h2 white pawn · a1 white rook · g1 white king | d8 black rook · e8 black king · f8 black bishop · a7 black pawn · b7 black pawn · f7 black rook · h7 black pawn · e6 white rook · h6 black pawn · b5 black queen · d5 black pawn · h5 white queen · d4 white pawn · a2 white pawn · b2 white pawn · f2 white pawn · g2 white pawn · h2 white pawn · a1 white rook · g1 white king | d8 black rook · e8 black king · f8 black bishop · a7 black pawn · b7 black pawn · f7 black rook · h7 black pawn · e6 white rook · h6 black pawn · b5 black queen · d5 black pawn · h5 white queen · d4 white pawn · a2 white pawn · b2 white pawn · f2 white pawn · g2 white pawn · h2 white pawn · a1 white rook · g1 white king | d8 black rook · e8 black king · f8 black bishop · a7 black pawn · b7 black pawn · f7 black rook · h7 black pawn · e6 white rook · h6 black pawn · b5 black queen · d5 black pawn · h5 white queen · d4 white pawn · a2 white pawn · b2 white pawn · f2 white pawn · g2 white pawn · h2 white pawn · a1 white rook · g1 white king | d8 black rook · e8 black king · f8 black bishop · a7 black pawn · b7 black pawn · f7 black rook · h7 black pawn · e6 white rook · h6 black pawn · b5 black queen · d5 black pawn · h5 white queen · d4 white pawn · a2 white pawn · b2 white pawn · f2 white pawn · g2 white pawn · h2 white pawn · a1 white rook · g1 white king | d8 black rook · e8 black king · f8 black bishop · a7 black pawn · b7 black pawn · f7 black rook · h7 black pawn · e6 white rook · h6 black pawn · b5 black queen · d5 black pawn · h5 white queen · d4 white pawn · a2 white pawn · b2 white pawn · f2 white pawn · g2 white pawn · h2 white pawn · a1 white rook · g1 white king | d8 black rook · e8 black king · f8 black bishop · a7 black pawn · b7 black pawn · f7 black rook · h7 black pawn · e6 white rook · h6 black pawn · b5 black queen · d5 black pawn · h5 white queen · d4 white pawn · a2 white pawn · b2 white pawn · f2 white pawn · g2 white pawn · h2 white pawn · a1 white rook · g1 white king | 7 |
| 6 | d8 black rook · e8 black king · f8 black bishop · a7 black pawn · b7 black pawn · f7 black rook · h7 black pawn · e6 white rook · h6 black pawn · b5 black queen · d5 black pawn · h5 white queen · d4 white pawn · a2 white pawn · b2 white pawn · f2 white pawn · g2 white pawn · h2 white pawn · a1 white rook · g1 white king | d8 black rook · e8 black king · f8 black bishop · a7 black pawn · b7 black pawn · f7 black rook · h7 black pawn · e6 white rook · h6 black pawn · b5 black queen · d5 black pawn · h5 white queen · d4 white pawn · a2 white pawn · b2 white pawn · f2 white pawn · g2 white pawn · h2 white pawn · a1 white rook · g1 white king | d8 black rook · e8 black king · f8 black bishop · a7 black pawn · b7 black pawn · f7 black rook · h7 black pawn · e6 white rook · h6 black pawn · b5 black queen · d5 black pawn · h5 white queen · d4 white pawn · a2 white pawn · b2 white pawn · f2 white pawn · g2 white pawn · h2 white pawn · a1 white rook · g1 white king | d8 black rook · e8 black king · f8 black bishop · a7 black pawn · b7 black pawn · f7 black rook · h7 black pawn · e6 white rook · h6 black pawn · b5 black queen · d5 black pawn · h5 white queen · d4 white pawn · a2 white pawn · b2 white pawn · f2 white pawn · g2 white pawn · h2 white pawn · a1 white rook · g1 white king | d8 black rook · e8 black king · f8 black bishop · a7 black pawn · b7 black pawn · f7 black rook · h7 black pawn · e6 white rook · h6 black pawn · b5 black queen · d5 black pawn · h5 white queen · d4 white pawn · a2 white pawn · b2 white pawn · f2 white pawn · g2 white pawn · h2 white pawn · a1 white rook · g1 white king | d8 black rook · e8 black king · f8 black bishop · a7 black pawn · b7 black pawn · f7 black rook · h7 black pawn · e6 white rook · h6 black pawn · b5 black queen · d5 black pawn · h5 white queen · d4 white pawn · a2 white pawn · b2 white pawn · f2 white pawn · g2 white pawn · h2 white pawn · a1 white rook · g1 white king | d8 black rook · e8 black king · f8 black bishop · a7 black pawn · b7 black pawn · f7 black rook · h7 black pawn · e6 white rook · h6 black pawn · b5 black queen · d5 black pawn · h5 white queen · d4 white pawn · a2 white pawn · b2 white pawn · f2 white pawn · g2 white pawn · h2 white pawn · a1 white rook · g1 white king | d8 black rook · e8 black king · f8 black bishop · a7 black pawn · b7 black pawn · f7 black rook · h7 black pawn · e6 white rook · h6 black pawn · b5 black queen · d5 black pawn · h5 white queen · d4 white pawn · a2 white pawn · b2 white pawn · f2 white pawn · g2 white pawn · h2 white pawn · a1 white rook · g1 white king | 6 |
| 5 | d8 black rook · e8 black king · f8 black bishop · a7 black pawn · b7 black pawn · f7 black rook · h7 black pawn · e6 white rook · h6 black pawn · b5 black queen · d5 black pawn · h5 white queen · d4 white pawn · a2 white pawn · b2 white pawn · f2 white pawn · g2 white pawn · h2 white pawn · a1 white rook · g1 white king | d8 black rook · e8 black king · f8 black bishop · a7 black pawn · b7 black pawn · f7 black rook · h7 black pawn · e6 white rook · h6 black pawn · b5 black queen · d5 black pawn · h5 white queen · d4 white pawn · a2 white pawn · b2 white pawn · f2 white pawn · g2 white pawn · h2 white pawn · a1 white rook · g1 white king | d8 black rook · e8 black king · f8 black bishop · a7 black pawn · b7 black pawn · f7 black rook · h7 black pawn · e6 white rook · h6 black pawn · b5 black queen · d5 black pawn · h5 white queen · d4 white pawn · a2 white pawn · b2 white pawn · f2 white pawn · g2 white pawn · h2 white pawn · a1 white rook · g1 white king | d8 black rook · e8 black king · f8 black bishop · a7 black pawn · b7 black pawn · f7 black rook · h7 black pawn · e6 white rook · h6 black pawn · b5 black queen · d5 black pawn · h5 white queen · d4 white pawn · a2 white pawn · b2 white pawn · f2 white pawn · g2 white pawn · h2 white pawn · a1 white rook · g1 white king | d8 black rook · e8 black king · f8 black bishop · a7 black pawn · b7 black pawn · f7 black rook · h7 black pawn · e6 white rook · h6 black pawn · b5 black queen · d5 black pawn · h5 white queen · d4 white pawn · a2 white pawn · b2 white pawn · f2 white pawn · g2 white pawn · h2 white pawn · a1 white rook · g1 white king | d8 black rook · e8 black king · f8 black bishop · a7 black pawn · b7 black pawn · f7 black rook · h7 black pawn · e6 white rook · h6 black pawn · b5 black queen · d5 black pawn · h5 white queen · d4 white pawn · a2 white pawn · b2 white pawn · f2 white pawn · g2 white pawn · h2 white pawn · a1 white rook · g1 white king | d8 black rook · e8 black king · f8 black bishop · a7 black pawn · b7 black pawn · f7 black rook · h7 black pawn · e6 white rook · h6 black pawn · b5 black queen · d5 black pawn · h5 white queen · d4 white pawn · a2 white pawn · b2 white pawn · f2 white pawn · g2 white pawn · h2 white pawn · a1 white rook · g1 white king | d8 black rook · e8 black king · f8 black bishop · a7 black pawn · b7 black pawn · f7 black rook · h7 black pawn · e6 white rook · h6 black pawn · b5 black queen · d5 black pawn · h5 white queen · d4 white pawn · a2 white pawn · b2 white pawn · f2 white pawn · g2 white pawn · h2 white pawn · a1 white rook · g1 white king | 5 |
| 4 | d8 black rook · e8 black king · f8 black bishop · a7 black pawn · b7 black pawn · f7 black rook · h7 black pawn · e6 white rook · h6 black pawn · b5 black queen · d5 black pawn · h5 white queen · d4 white pawn · a2 white pawn · b2 white pawn · f2 white pawn · g2 white pawn · h2 white pawn · a1 white rook · g1 white king | d8 black rook · e8 black king · f8 black bishop · a7 black pawn · b7 black pawn · f7 black rook · h7 black pawn · e6 white rook · h6 black pawn · b5 black queen · d5 black pawn · h5 white queen · d4 white pawn · a2 white pawn · b2 white pawn · f2 white pawn · g2 white pawn · h2 white pawn · a1 white rook · g1 white king | d8 black rook · e8 black king · f8 black bishop · a7 black pawn · b7 black pawn · f7 black rook · h7 black pawn · e6 white rook · h6 black pawn · b5 black queen · d5 black pawn · h5 white queen · d4 white pawn · a2 white pawn · b2 white pawn · f2 white pawn · g2 white pawn · h2 white pawn · a1 white rook · g1 white king | d8 black rook · e8 black king · f8 black bishop · a7 black pawn · b7 black pawn · f7 black rook · h7 black pawn · e6 white rook · h6 black pawn · b5 black queen · d5 black pawn · h5 white queen · d4 white pawn · a2 white pawn · b2 white pawn · f2 white pawn · g2 white pawn · h2 white pawn · a1 white rook · g1 white king | d8 black rook · e8 black king · f8 black bishop · a7 black pawn · b7 black pawn · f7 black rook · h7 black pawn · e6 white rook · h6 black pawn · b5 black queen · d5 black pawn · h5 white queen · d4 white pawn · a2 white pawn · b2 white pawn · f2 white pawn · g2 white pawn · h2 white pawn · a1 white rook · g1 white king | d8 black rook · e8 black king · f8 black bishop · a7 black pawn · b7 black pawn · f7 black rook · h7 black pawn · e6 white rook · h6 black pawn · b5 black queen · d5 black pawn · h5 white queen · d4 white pawn · a2 white pawn · b2 white pawn · f2 white pawn · g2 white pawn · h2 white pawn · a1 white rook · g1 white king | d8 black rook · e8 black king · f8 black bishop · a7 black pawn · b7 black pawn · f7 black rook · h7 black pawn · e6 white rook · h6 black pawn · b5 black queen · d5 black pawn · h5 white queen · d4 white pawn · a2 white pawn · b2 white pawn · f2 white pawn · g2 white pawn · h2 white pawn · a1 white rook · g1 white king | d8 black rook · e8 black king · f8 black bishop · a7 black pawn · b7 black pawn · f7 black rook · h7 black pawn · e6 white rook · h6 black pawn · b5 black queen · d5 black pawn · h5 white queen · d4 white pawn · a2 white pawn · b2 white pawn · f2 white pawn · g2 white pawn · h2 white pawn · a1 white rook · g1 white king | 4 |
| 3 | d8 black rook · e8 black king · f8 black bishop · a7 black pawn · b7 black pawn · f7 black rook · h7 black pawn · e6 white rook · h6 black pawn · b5 black queen · d5 black pawn · h5 white queen · d4 white pawn · a2 white pawn · b2 white pawn · f2 white pawn · g2 white pawn · h2 white pawn · a1 white rook · g1 white king | d8 black rook · e8 black king · f8 black bishop · a7 black pawn · b7 black pawn · f7 black rook · h7 black pawn · e6 white rook · h6 black pawn · b5 black queen · d5 black pawn · h5 white queen · d4 white pawn · a2 white pawn · b2 white pawn · f2 white pawn · g2 white pawn · h2 white pawn · a1 white rook · g1 white king | d8 black rook · e8 black king · f8 black bishop · a7 black pawn · b7 black pawn · f7 black rook · h7 black pawn · e6 white rook · h6 black pawn · b5 black queen · d5 black pawn · h5 white queen · d4 white pawn · a2 white pawn · b2 white pawn · f2 white pawn · g2 white pawn · h2 white pawn · a1 white rook · g1 white king | d8 black rook · e8 black king · f8 black bishop · a7 black pawn · b7 black pawn · f7 black rook · h7 black pawn · e6 white rook · h6 black pawn · b5 black queen · d5 black pawn · h5 white queen · d4 white pawn · a2 white pawn · b2 white pawn · f2 white pawn · g2 white pawn · h2 white pawn · a1 white rook · g1 white king | d8 black rook · e8 black king · f8 black bishop · a7 black pawn · b7 black pawn · f7 black rook · h7 black pawn · e6 white rook · h6 black pawn · b5 black queen · d5 black pawn · h5 white queen · d4 white pawn · a2 white pawn · b2 white pawn · f2 white pawn · g2 white pawn · h2 white pawn · a1 white rook · g1 white king | d8 black rook · e8 black king · f8 black bishop · a7 black pawn · b7 black pawn · f7 black rook · h7 black pawn · e6 white rook · h6 black pawn · b5 black queen · d5 black pawn · h5 white queen · d4 white pawn · a2 white pawn · b2 white pawn · f2 white pawn · g2 white pawn · h2 white pawn · a1 white rook · g1 white king | d8 black rook · e8 black king · f8 black bishop · a7 black pawn · b7 black pawn · f7 black rook · h7 black pawn · e6 white rook · h6 black pawn · b5 black queen · d5 black pawn · h5 white queen · d4 white pawn · a2 white pawn · b2 white pawn · f2 white pawn · g2 white pawn · h2 white pawn · a1 white rook · g1 white king | d8 black rook · e8 black king · f8 black bishop · a7 black pawn · b7 black pawn · f7 black rook · h7 black pawn · e6 white rook · h6 black pawn · b5 black queen · d5 black pawn · h5 white queen · d4 white pawn · a2 white pawn · b2 white pawn · f2 white pawn · g2 white pawn · h2 white pawn · a1 white rook · g1 white king | 3 |
| 2 | d8 black rook · e8 black king · f8 black bishop · a7 black pawn · b7 black pawn · f7 black rook · h7 black pawn · e6 white rook · h6 black pawn · b5 black queen · d5 black pawn · h5 white queen · d4 white pawn · a2 white pawn · b2 white pawn · f2 white pawn · g2 white pawn · h2 white pawn · a1 white rook · g1 white king | d8 black rook · e8 black king · f8 black bishop · a7 black pawn · b7 black pawn · f7 black rook · h7 black pawn · e6 white rook · h6 black pawn · b5 black queen · d5 black pawn · h5 white queen · d4 white pawn · a2 white pawn · b2 white pawn · f2 white pawn · g2 white pawn · h2 white pawn · a1 white rook · g1 white king | d8 black rook · e8 black king · f8 black bishop · a7 black pawn · b7 black pawn · f7 black rook · h7 black pawn · e6 white rook · h6 black pawn · b5 black queen · d5 black pawn · h5 white queen · d4 white pawn · a2 white pawn · b2 white pawn · f2 white pawn · g2 white pawn · h2 white pawn · a1 white rook · g1 white king | d8 black rook · e8 black king · f8 black bishop · a7 black pawn · b7 black pawn · f7 black rook · h7 black pawn · e6 white rook · h6 black pawn · b5 black queen · d5 black pawn · h5 white queen · d4 white pawn · a2 white pawn · b2 white pawn · f2 white pawn · g2 white pawn · h2 white pawn · a1 white rook · g1 white king | d8 black rook · e8 black king · f8 black bishop · a7 black pawn · b7 black pawn · f7 black rook · h7 black pawn · e6 white rook · h6 black pawn · b5 black queen · d5 black pawn · h5 white queen · d4 white pawn · a2 white pawn · b2 white pawn · f2 white pawn · g2 white pawn · h2 white pawn · a1 white rook · g1 white king | d8 black rook · e8 black king · f8 black bishop · a7 black pawn · b7 black pawn · f7 black rook · h7 black pawn · e6 white rook · h6 black pawn · b5 black queen · d5 black pawn · h5 white queen · d4 white pawn · a2 white pawn · b2 white pawn · f2 white pawn · g2 white pawn · h2 white pawn · a1 white rook · g1 white king | d8 black rook · e8 black king · f8 black bishop · a7 black pawn · b7 black pawn · f7 black rook · h7 black pawn · e6 white rook · h6 black pawn · b5 black queen · d5 black pawn · h5 white queen · d4 white pawn · a2 white pawn · b2 white pawn · f2 white pawn · g2 white pawn · h2 white pawn · a1 white rook · g1 white king | d8 black rook · e8 black king · f8 black bishop · a7 black pawn · b7 black pawn · f7 black rook · h7 black pawn · e6 white rook · h6 black pawn · b5 black queen · d5 black pawn · h5 white queen · d4 white pawn · a2 white pawn · b2 white pawn · f2 white pawn · g2 white pawn · h2 white pawn · a1 white rook · g1 white king | 2 |
| 1 | d8 black rook · e8 black king · f8 black bishop · a7 black pawn · b7 black pawn · f7 black rook · h7 black pawn · e6 white rook · h6 black pawn · b5 black queen · d5 black pawn · h5 white queen · d4 white pawn · a2 white pawn · b2 white pawn · f2 white pawn · g2 white pawn · h2 white pawn · a1 white rook · g1 white king | d8 black rook · e8 black king · f8 black bishop · a7 black pawn · b7 black pawn · f7 black rook · h7 black pawn · e6 white rook · h6 black pawn · b5 black queen · d5 black pawn · h5 white queen · d4 white pawn · a2 white pawn · b2 white pawn · f2 white pawn · g2 white pawn · h2 white pawn · a1 white rook · g1 white king | d8 black rook · e8 black king · f8 black bishop · a7 black pawn · b7 black pawn · f7 black rook · h7 black pawn · e6 white rook · h6 black pawn · b5 black queen · d5 black pawn · h5 white queen · d4 white pawn · a2 white pawn · b2 white pawn · f2 white pawn · g2 white pawn · h2 white pawn · a1 white rook · g1 white king | d8 black rook · e8 black king · f8 black bishop · a7 black pawn · b7 black pawn · f7 black rook · h7 black pawn · e6 white rook · h6 black pawn · b5 black queen · d5 black pawn · h5 white queen · d4 white pawn · a2 white pawn · b2 white pawn · f2 white pawn · g2 white pawn · h2 white pawn · a1 white rook · g1 white king | d8 black rook · e8 black king · f8 black bishop · a7 black pawn · b7 black pawn · f7 black rook · h7 black pawn · e6 white rook · h6 black pawn · b5 black queen · d5 black pawn · h5 white queen · d4 white pawn · a2 white pawn · b2 white pawn · f2 white pawn · g2 white pawn · h2 white pawn · a1 white rook · g1 white king | d8 black rook · e8 black king · f8 black bishop · a7 black pawn · b7 black pawn · f7 black rook · h7 black pawn · e6 white rook · h6 black pawn · b5 black queen · d5 black pawn · h5 white queen · d4 white pawn · a2 white pawn · b2 white pawn · f2 white pawn · g2 white pawn · h2 white pawn · a1 white rook · g1 white king | d8 black rook · e8 black king · f8 black bishop · a7 black pawn · b7 black pawn · f7 black rook · h7 black pawn · e6 white rook · h6 black pawn · b5 black queen · d5 black pawn · h5 white queen · d4 white pawn · a2 white pawn · b2 white pawn · f2 white pawn · g2 white pawn · h2 white pawn · a1 white rook · g1 white king | d8 black rook · e8 black king · f8 black bishop · a7 black pawn · b7 black pawn · f7 black rook · h7 black pawn · e6 white rook · h6 black pawn · b5 black queen · d5 black pawn · h5 white queen · d4 white pawn · a2 white pawn · b2 white pawn · f2 white pawn · g2 white pawn · h2 white pawn · a1 white rook · g1 white king | 1 |
|   | a | b | c | d | e | f | g | h |   |

Trong trận đấu gặp một kì thủ hàng đầu thế giới là Evgeny Bareev năm 2001, Grischuk giành chiến thắng chỉ sau 17 nước.
Grischuk – Bareev, 2001
- 1. e4 e6 2. d4 d5 3. e5 c5 4. c3 Nc6 5. Nf3 Nh6 6. Bd3 cxd4 7. Bxh6 gxh6 8. cxd4 Bd7 9. Nc3 Qb6 10. Bb5 Rg8 11. O–O Nxe5 12. Nxe5 Bxb5 13. Qh5 Rg7 14. Rfe1 Rd8 15. Nhà xuất bản5 Qxb5 16. Nxf7 Rxf7 17. Rxe6+ 1–0

Một khả năng xảy ra tiếp theo là:
- 17...Be7 18. Rxe7+ Kxe7 19. Re1+ Kd6 20. Qxf7 Qd7 21. Qf6+ Kc7 22. Re7 xe trắng bắt hậu đen.